# Ушар, Марио

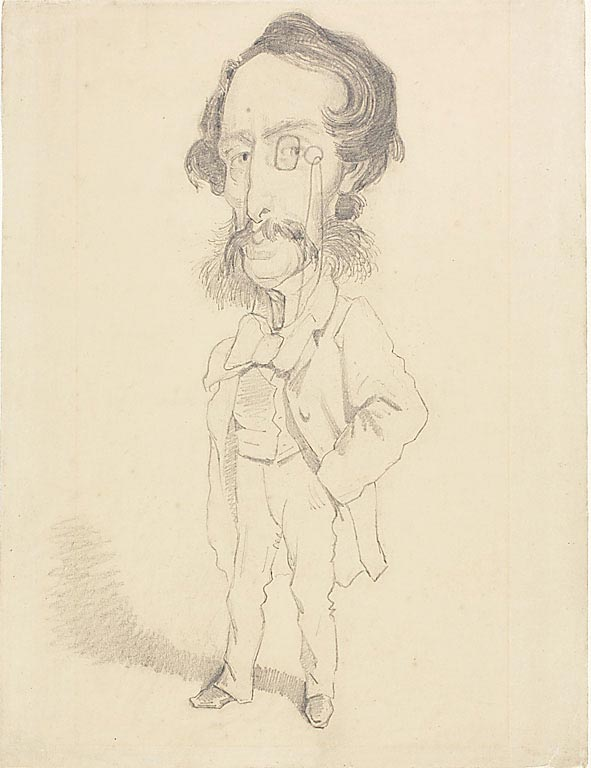
Карикатура Клода Моне

Николя Мари Ушар, известный как Марио Ушар (фр. Nicolas Marie Uchard; Mario Uchard, 28 декабря 1824, Париж — 31 июля 1893) — французский биржевой маклер и литератор.

## Биография
Племянник Жозефа Ушара, он изучал гравюру в возрасте 15 лет после тяжёлого детства и музыку с раннего возраста. Впоследствии отправился в Италию к лучшим учителям: Бордоньи, Пансерону, Дельсарту, Антонену Пери и др.
С 1846 по 1858 год Ушар был биржевым маклером, впоследствии он посвятил себя написанию романов и драматических произведений.
В 1853 году женился на Мадлен Броан.

## Публикации
- La Fiammina, comédie en 4 actes, en prose (1858)
- Le Retour de mari, comédie en quatre actes en prose
- La Seconde Jeunesse, comédie en quatre actes et en prose (1859)
- Raymon (1862)
- La Postérité d’un bourgmestre, extravagance en un acte… (1864)
- La Comtesse Diane (1864)
- Une dernière passion (1866)
- Jean de Chazol (1874)
- L'Étoile de Jean (1879)
- Inès Parker (1880)
- La Buveuse de perle (1882)
- Mon oncle Barbassou (1884)
- Joconde Berthier (1886)
- Antoinette ma cousine (1891)